# Gebrannter Stein
Der Gebrannte Stein ist ein 896,6 m ü. NHN hoher Berg im mittleren Thüringer Wald.

## Lage
Er liegt ca. 4 Kilometer nördlich von Zella-Mehlis und 5 km südsüdwestlich von Oberhof.

## Routen zum Gipfel
1. vom Ruppberg-Parkplatz dem Reifweg folgen, nach knapp 2 km zweigt nach rechts ein beschilderter Weg ab. Vom höchsten Punkt dieses Weges führt dann wiederum ein beschilderter Pfad nach links. Dieser erreicht zunächst einige Nebenfelsen mit dichtem Heidelbeer-Bewuchs, im weiteren Verlauf führt er zum Hauptgipfel, von dem sich die unten beschriebene Aussicht bietet.
2. eine landschaftlich reizvollere Route führt vom Zellaer Sportplatz (Alte Straße) unter der Sprungschanze hindurch. Am vorläufigen Ende des ersten Tals führt der Weg weiter über die Lämmerröder, ein sehr schönes Bachtal. Am Rande der dann folgenden Dammwiese zweigt diese Route dann nach links ab zum Heinrichsbacher Stein. Von dort folgt man ein Stück dem Fahrweg nach Nordwesten und zweigt nach wenigen hundert Metern auf einen Pfad nach rechts ab. An der nächsten Kreuzung folgt man dem Waldweg einige Meter nach links und biegt dann scharf rechts ab auf den Weg zum Kaltenbrunner Stein. Von dort gelangt man nach wenigen hundert Metern auf den in der 1. Route beschriebenen Fahrweg.
3. Ebenfalls empfehlenswert ist der Weg vom Rondell bei Oberhof über den Veilchenbrunnen. Er führt ebenfalls zu der oben beschriebenen Hütte unterhalb des Gebrannten Steins.

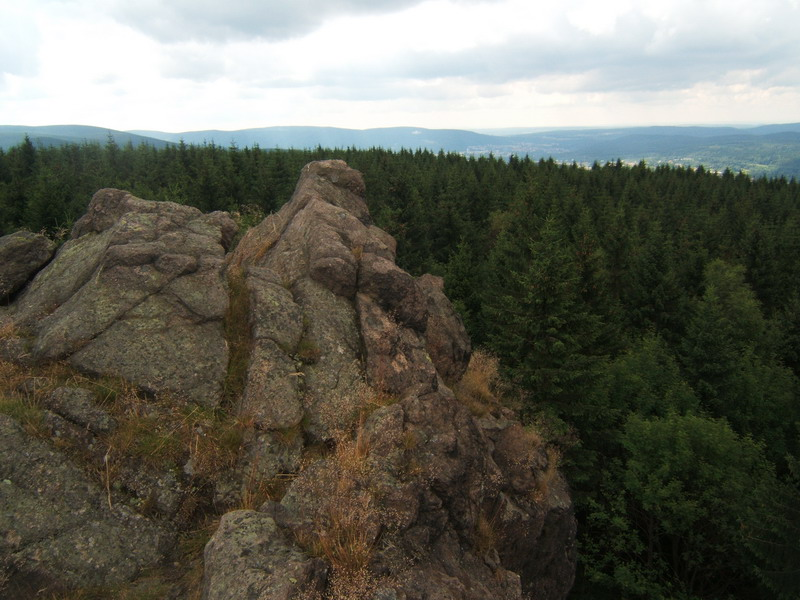
Ausblick vom Hauptfelsen auf Suhl

## Aussicht
- Süden
  - Ringberghaus, Großer Erleshügel und Adlersberg
  - Suhl mit Gewerbegebiet Neuer Friedberg
  - Domberg
  - Zella-Mehlis
- Westen
  - Die Berge der Rhön (Kreuzberg, Heidelstein, Wasserkuppe, Geba, Dolmar)
- Norden
  - Hoher Stein
  - Schanzenanlage im Kanzlersgrund
- Osten
  - Kickelhahn
  - Schneekopf